# Thambematidae
Thambematidae är en familj av kräftdjur. Thambematidae ingår i ordningen gråsuggor och tånglöss, klassen storkräftor, fylumet leddjur och riket djur. Enligt Catalogue of Life omfattar familjen Thambematidae 5 arter. 
Kladogram enligt Catalogue of Life:
| Thambematidae | \| \| Microthambema \| \| \| \| \| \| Thambema \| \| \| \| |
|               | \| \| Microthambema \| \| \| \| \| \| Thambema \| \| \| \| |
|               | Microthambema                                              |
|               |                                                            |
|               | Thambema                                                   |
|               |                                                            |